# Ida Zimmermann
Ida Zimmermann (ur. jako Ida Zamenhof 4 października w 1879 r. w Warszawie, zm. prawdop. w 1942 r., w obozie w Treblince) – esperantystka i lekarka, najmłodsza siostra Ludwika Zamenhofa. Wyszła za mąż za Jakuba Zimmermanna. Przed II wojną światową mieszkała w Warszawie. W czasie wojny przebywała w getcie warszawskim, działając jako lekarka. Ida Zimmermann została zamordowana najprawdopodobniej w 1942 roku w Treblince w wieku 63 lat.